# Yui horie CLIPS 1
『yui horie CLIPS 1』（ユイ・ホリエ・クリップス・イチ）は、声優・歌手の堀江由衣の主にミュージック・クリップ（PV）を収録した映像作品のタイトルである。2004年4月28日にスターチャイルドから発売された。

## 概要
- 堀江由衣にとって初のDVD映像作品であり、1作目となるミュージック・クリップ集。
- 初回限定盤は、特製スリーブジャケット仕様で、堀江由衣が作詞・作曲・演奏による特典シングルCD（8cm盤）「お話を聞かせて」が付属されていた。

## 収録内容

### MUSIC CLIP
1. 桜
作詞：有森聡美、作曲：櫻井真一、編曲：太田美知彦
1stアルバム『水たまりに映るセカイ』より（2000年12月21日発売）
2. Love Destiny
作詞・作曲：伊藤千夏、編曲：小林信吾
1stシングル「Love Destiny」より（2001年5月16日発売）
  - テレビアニメ『シスタープリンセス』オープニングテーマ
3. この指とまれ
作詞・作曲：雲子、編曲：京田誠一
2ndアルバム『黒猫と月気球をめぐる冒険』より（2001年11月29日発売）
4. キラリ☆宝物
作詞・作曲：雲子、編曲：十川知司
2ndシングル「キラリ☆宝物」より（2002年2月28日発売）
  - OVA『ラブひなAgain』オープニングテーマ
5. ALL MY LOVE
作詞・作曲：伊藤千夏、編曲：小西貴雄
3rdシングル「ALL MY LOVE」より（2002年7月24日発売）
  - テレビアニメ『陸上防衛隊まおちゃん』オープニングテーマ
6. お気に入りの自転車
作詞：雲子、作曲：梶山織江 from swiss camera、編曲：山崎燿
3rdアルバム『sky』より（2003年7月24日発売）
7. 心晴れて 夜も明けて
作詞・作曲：岡崎律子、編曲：増田俊郎
4thシングル「心晴れて 夜も明けて」より（2004年2月4日発売）
  - テレビアニメ『十兵衛ちゃん2-シベリア柳生の逆襲-』主題歌
8. 笑顔の連鎖
作詞・作曲：岡崎律子、編曲：村山達哉・磯江俊道、コーラス・コーラスアレンジ：岡崎律子
4thアルバム『楽園』より（2004年4月28日発売）

### TV-CM
- 「桜」クリップ撮影
- 「Love Destiny」クリップ撮影
- 「キラリ☆宝物」クリップ撮影
- 「お気に入りの自転車」クリップ撮影
- 「心晴れて 夜も明けて」クリップ撮影
- アルバム「楽園」撮影
- 「笑顔の連鎖」メイキング

### Making
- CLIPS 1 - 撮影&初回特典シングルCD「お話を聞かせて」製作現場